# Caesoris novaecaledoniae
Caesoris novaecaledoniae är en ödleart som beskrevs av  Parker 1926. Caesoris novaecaledoniae är ensam i släktet Caesoris som ingår i familjen skinkar. Inga underarter finns listade i Catalogue of Life.
Caesoris novaecaledoniae blir utan svans i genomsnitt 58 mm lång och väger cirka 4 g. Typisk är blåa linjer vid munnen och en lång svans. Individerna är dagaktiva.
Denna ödla förekommer endemisk på Nya Kaledonien och på en mindre ö längre norrut. Den lever i låglandet upp till 400 meter över havet. Exemplaren vistas i skogar och de besöker trädgårdar. De klättrar i träd och buskar och vilar i bladverket. Honor lägger ungefär fyra ägg per tillfälle.
Beståndet hotas av landskapsförändringar. De jagas av introducerade hundar och kattar. Även den införda myran Wasmannia auropunctata kan vara skadlig. Hela populationen är fortfarande stor. IUCN kategoriserar arten globalt som livskraftig. Ödlan är i Nya Kaledonien skyddad enligt lag.